# خاتول محمدزاي
خاتول محمدزاي (باللغة بشتوية: خاتول محمدزی ) هي أول امرأة تصل إلى رتبة عميد في القوات المسلحة الأفغانية ، وُلدت تقريبًا في عام 1966 و خلال فترة الثمانينيّات (1980) كُلفت لأول مرة للعمل في جيش جمهورية أفغانستان الديمقراطية حيث أصبحت أول امرأة أفغانية تُدرب كجندي مظلات وقد قامت بأكثر من 600 قفزة خلال حياتها المهنية . وظلت تعمل كمدربة في الجيش الأفغاني حتى استولت طالبان على السلطة في عام 1996 ، و قد تم إعادتها مرة أخرى للعمل بعد غزو الولايات المتحدة عام 2001 . وأصبحت أول امرأة تصل إلى رتبة فريق أول في تاريخ أفغانستان.

## الحياة المهنية
وُلدت محمدزاي في العاصمة الأفغانية كابول تقريبًا في عام 1966،و بعد إتمام دراستها الثانوية التحقت عام 1983 بالجيش وتطوعت لتكون جندي مظلات وذلك بعد اجتيازها لتدريبات قاسية كالسير عبر الجبال لمسافة 150 كيلومتر (أي ما يعادل 93 ميلًا) خلال يومين وفي عام 1984 قامت بقفزتها الأولى. و بعدما أثبتت محمدزاى جديتها درست في كلية الحقوق جامعة كابول و تخرجت بدرجة البكالوريوس وتم تعينها كضابطة، وفيما بعد قامت بدراسات العليا في أكادمية عسكرية في الاتحاد السوفيتي.
و خلال الحرب السوفيتية في أفغانستان مُنعت من الخدمة في مواقع القتال ولذلك عملت كمدربة قوات مظلات للجنود ليصبحوا جنود مظلات أو مغوارين.
تزوجت عام 1990 من ضابط بالجيش وأنجبت ولد واحد قبل مقتل زوجها عام 1991 في قتال . بعد انهيار الحكومة في عام 1992 خدمت في وقت حكومة المجاهدين خلال الحرب الأهلية الأفغانية أوائل تسعينيات (1990) ، وتم تعينها مسؤولة عن تدريب السيدات لفرع الدفاع الجوي في الجيش وعلى الرغم من ذلك مُنعت من قفزات المظلات وتم إخضاعها لقيود مثل شرط ارتداء العباءة عندما تكون بين العامة . و بعد سيطرة طالبان على البلد في عام 1966 أُجبرت على الخروج من الجيش وكما أنها كانت أرملة وقد تم إجبارها على ملازمة المنزل . وقد عانت من المهن الغريبة مثل الحياكة وإدارة مدارس سرية للفتيات .

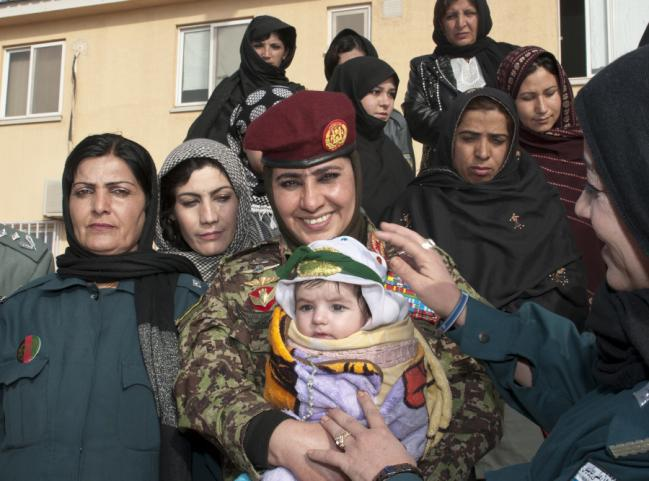
خاتول محمدزاي مع ضابطات الشرطة الأفغانية

بعد سقوط طالبان عام 2001 انضمت للجيش الأفغاني المُنشأ حديثًا وقد قام الرئيس حامد كرزاي بترقيتها لرتبة عميد . في بادئ الأمر عادت إلى لياقتها البدنية ثم استأنفت هبوط المظلات . تدربت مع جنود قوات مظلات الأمريكية وعملت مع ضباط قوات حلف شمال الأطلسي(الناتو) على برنامج تدريب لقوات المظلات للجيش الوطني الأفغاني . عام 2004 تنافست مع 35 متنافس ذكر من أفغانستان ودول أخرى في مسابقة الهبوط بالمظلات وقد فازت ..
عملت محمدزاي كنائب مدير لشؤون المرأة في وزارة الدفاع بالإضافة إلى خدمتها كجندي مظلات 
و على الرغم من ذلك ونتيجة لما قالته بعض المراقبات كمنظمة العفو الدولية أن التميز بين الجنسين في أفغانستان يكون محصورًا في المراكز القيادة فمنذ عام 2006 تم منعها من القفز وعوضًا عن ذلك تعمل في مقر وزارة الدفاع حيث عملت في البداية في منصب لا يليق بعميدة. بحلول عام 2012 تم ترقيتها لإدارة شؤون المرأة في الجيش الوطني والعمل كنائب مدير التخطيط والتدريب البدني لقوات التأهب للكوارث .و كانت أعلى رتبة ضابطة في الجيش الأفغاني .